# Рястка відігнута
Ря́стка віді́гнута (Ornithogalum refractum) — багаторічна рослина родини холодкових. Вид занесений до Червоної книги України у статусі «Вразливий». Декоративна культура.

## Опис
Трав'яниста рослина заввишки 5–10 см, геофіт, ранньовесняний ефемероїд. Цибулина завдовжки 2–32 см, завширшки 1,5–2,5 см, яйцеподібна, з численними дочірніми цибулинками. Стебло відсутнє. Листки вузьколінійні, жолобчасті, завдовжки 22–27 см, завширшки 0,3–0,4 см, зібрані в розетку по 5–9 штук. По центру кожного листка проходить біла смужка.
Квітконос заввишки 4–6 см. Суцвіття щиткоподібне, складається з 5–20 зірчастих квіток завширшки 3–4,2 см. Листочки оцвітини білі з широкою зеленою смужкою на зовнішньому боці, пелюстки завдовжки 15-20 мм. Квітконіжки після відцвітання відігнуті донизу, у верхній частині круто зламані і спрямовані вгору. Плід — яйцеподібна коробочка з 6 крилатими ребрами, завширшки 1,3 см, заввишки 1,9 см. Насінини чорні, кулясті, завширшки 2–2,5 мм. Вага 1000 насінин становить 4,3 г.

## Екологія та поширення
Вид світлолюбний, помірно посухостійкий, полюбляє пухкі ґрунти, краще розвивається у рослинних угрупованнях з пониженою конкуренцією. Зростає у степах на трав'яних і кам'яних схилах, серед чагарників, на перелогах, у лісосмугах. На задернених ділянках швидко випадає з травостою.
Розвиток рослин починається наприкінці серпня — початку вересня; зелені листки при довжині 4–10 см зимують і поновлюють ріст навесні. Квітне в березні-травні протягом 15–19 діб, плодоносить у травні і червні. Розмножується насінням і цибулинами. Цьому виду притаманне утворення дочірніх цибулинок у ювенільних особин. Зазвичай такі цибулинки з'являються на другому році розвитку,але протягом ще 2-3 років залишаються у спокої. Перше цвітіння відбувається зазвичай на 5-6-ому році розвитку, рідше — на 4-ому. Рослини рястки відігнутої доживають до віку 25-30 років.
Ареал рястки відігнутої охоплює Балканський півострів, Угорщину, Молдову, північно-західне Причорномор'я, Малу Азію. В Україні вона трапляється у передгір'ях Кримських гір і на теренах Болградського району Одеської області, а саме: біля сел Прикордонне, Ярославове, Виноградівка, селища Бессарабське та на острові Зміїний.

## Значення і статус виду
Українські популяції рястки відігнутої стійкі і, навіть, мають тенденцію до поширення. Вид охороняється на території пам'ятки природи «Ак-Кая».
Ця рослина високодекоративна, придатна для озеленення кам'янистих садків, весняних газонів. До переваг рястки відігнутої слід віднести раннє вегетативне розмноження і його високий коефіцієнт, що дозволяє швидко збільшити чисельність рослин у квітнику. В Україні вид інтродуковано в Донецькому ботанічному саду, де він кілька десятиліть поспіль успішно росте і розмножується.

## Синоніми
- Ornithogalum brutium N.Terracc.
- Ornithogalum exscapum var. brutium (N.Terracc.) Fiori
- Ornithogalum exscapum var. refractum (Kit. ex Schltdl.) Fiori
- Ornithogalum millegranum Janka
- Ornithogalum refractum var. adalgisae (H.Groves) Nyman
- Ornithogalum refractum var. brutium (N.Terracc.) Zangh.
- Ornithogalum refractum var. refractum
- Ornithogalum umbellatum subsp. millegranum (Janka) Nyman[1]